# 东南亚英语
东南亚英语指在東南亞使用的各種英语，包括主要源於美式英語的菲律宾英语和主要源於英式英語的新加坡英語、马来西亚英语、文莱英语，有时也包括香港英語（主要源於英式英語）和泰式英语。

## 语言特点

### 新马汶地区
在新马汶地区（马来西亚、新加坡和文莱）的英语，主要以英式英语为基础，並在音韵、词汇和句法帶有马来语、华语和印度英語的特色，但近年來也受到來自美式英語和通用英语的影響。